# Ветамка (Оклахома)
Ветамка (енгл. Wetumka) град је у америчкој савезној држави Оклахома.

## Демографија
По попису из 2010. године број становника је 1.282, што је 169 (-11,6%) становника мање него 2000. године.
| Група             | 2000.       | 2010.       |
| Белци             | 837 (57,7%) | 627 (48,9%) |
| Афроамериканци    | 82 (5,7%)   | 59 (4,6%)   |
| Азијати           | 0 (0,0%)    | 1 (0,1%)    |
| Хиспаноамериканци | 37 (2,5%)   | 44 (3,4%)   |
| Укупно            | 1.451       | 1.282       |